# Euxoa velleripennis
Euxoa velleripennis är en fjärilsart som beskrevs av Augustus Radcliffe Grote 1874. Euxoa velleripennis ingår i släktet Euxoa och familjen nattflyn. Inga underarter finns listade i Catalogue of Life.